# Kristina Mladenovicová
Kristina Mladenovicová (srbsky Кристина Младеновић, Kristina Mladenović, * 14. května 1993 Saint-Pol-sur-Mer) je francouzská profesionální tenistka srbského původu, vítězka šesti Grand Slamů v ženské čtyřhře a tří z mixu, rovněž tak šampionka čtyřhry na Turnaji mistryň 2018 a 2019.
V juniorské kategorii zvítězila ve dvouhře French Open 2009, když ve finále porazila Rusku Darju Gavrilovovou. Na konci sezóny 2009 ji Mezinárodní tenisová federace vyhlásila juniorskou mistryní světa. V letech 2007–2012 hrála převážně na okruhu ITF, kde si v dubnu 2009 připsala první titul z italské Foggie. V této úrovni tenisu vyhrála čtyři turnaje ve dvouhře a sedm ve čtyřhře. Na okruhu WTA pak získala dvacet osm titulů ve čtyřhře a jeden ve dvouhře, když triumfovala na únorovém St. Petersburg Ladies Trophy 2017. V sérii WTA 125 vybojovala jednu singlovou a dvě deblové trofeje.
V letech 2019–2021 byla světovou jedničkou ve čtyřhře, kterou se poprvé stala jako druhá Francouzka a čtyřicátá druhá hráčka od zavedení klasifikace v září 1984. Ve čtyřech obdobích na čele strávila dvanáct týdnů. Na žebříčku WTA byla ve dvouhře nejvýše klasifikována v říjnu 2017 na 10. místě a ve čtyřhře pak v červnu 2019 na 1. místě.
Na French Open 2013 s Kanaďanem Danielem Nestorem prohráli finále smíšené čtyřhry, když nestačili na český pár František Čermák a Lucie Hradecká. Po boku Nestora pak vyhrála mix ve Wimbledonu 2013 po závěrečném vítězství nad Soaresem s Raymondovou a Australian Open 2014, kde porazili Mirzaovou as Tecăuem. S Chorvatem Ivanem Dodigem ovládla Australian Open 2022.
Trofej z ženské čtyřhry French Open 2016 si připsala s krajankou Caroline Garciaovou po zdolání ruského páru Jekatěrina Makarovová a Jelena Vesninová. Společně pak skončily jako poražené finalistky na US Open 2016, když nenašly recept na americko-českou dvojici Bethanie Matteková-Sandsová a Lucie Šafářová, přestože šly po zisku úvodní sady ve druhé podávat na vítězství v turnaji. S Garciaovou ukončila spolupráci v březnu 2017, kdy se její spoluhráčka rozhodla zaměřit na singlovou kariéru. Společně se probojovaly do osmifinále a v době, kdy sdílely 2. příčku žebříčku tvořily nejlepší pár světa. Při obnovení spolupráce s Maďarkou Tímeou Babosovou vyhrály Australian Open 2018, když obě spolu nastupovaly již mezi lety 2014–2015. Triumfovaly také na Turnaji mistryň 2018 v Singapuru a roku 2019 v Šen-čenu. Jako poražené finalistky s Babosovou skončily ve Wimbledonu 2014 a Australian Open 2019. Následně vítězily na French Open 2019 a Australian Open 2020.
V roce 2016 s Garciaovou a roku 2019 s Babosovou se stala mistryní světa ITF ve čtyřhře a WTA dvojici vyhlásila nejlepším párem roku.

## Soukromý život
Narodila se roku 1993 v Saint-Pol-sur-Mer, ležícím ve francouzském departementu Nord. Její otec Dragan Mladenović je bývalý jugoslávský házenkář a olympijský vítěz. Matka Dženita Mladenovićová hrála závodně volejbal. Rodiče se do Francie přestěhovali v roce 1992, když otec podepsal profesionální smlouvu s klubem Dunkerque Handball Grand Littoral. Oba následně získali francouzské občanství. Matka Dženita je trenérkou své dcery Kristiny. Tenistka má bratra Luku Mladenoviće.
Rakouský tenista Dominic Thiem potvrdil na začátku roku 2018 partnerský vztah s Mladenovicovou. Poprvé se na oficiální akci společně objevili během květnového večírku hráčů na Mutua Madrid Open 2018. V listopadu 2019 se rozešli.

## Týmové soutěže

### Billie Jean King Cup
Ve francouzském fedcupovém týmu debutovala v roce 2012 v Aegon Areně bratislavským čtvrtfinále 2. světové skupiny proti Slovensku, v němž po boku Virginie Razzanové vyhrála čtyřhru nad párem Rybáriková a Čepelová.
V roce 2016 hrála jako dvojka týmu, které se probojovalo do štrasburského finále proti České republice. Úvodní dvouhru prohrála s Karolínou Plíškovou až 14–16 ve třetí sadě. Rozhodující sada trvající 2.24 hodin se stala nejdelším setem dosavadní historie finále Fed Cupu a druhým nejdelším rozhodujícím setem v celé soutěži. Čas utkání 3.48 hodinách znamenal nejdelší zápas historie českého i francouzského družstva. Za stavu 2:2 na zápasy pak s Caroline Garciaovou nastoupila do rozhodující čtyřhry, kterou prohrály s Češkami Karolína Plíšková a Barbora Strýcová. Francie tak odešla poražena 2:3. V perthském finále Fed Cupu 2019 dovedla tým k celkově třetí trofeji, když Francouzky porazily Austrálii 3:2 na zápasy. Zvítězila v obou dvouhrách včetně výhry nad světovou jedničkou Ashleigh Bartyovou. V rozhodujícím deblu pak s Garciaovou zdolaly pár Bartyová a Stosurová.
Do roku 2022 v soutěži nastoupila ke šestnácti mezistátním utkáním s bilancí 11–8 ve dvouhře a 13–2 ve čtyřhře.

### Letní olympijské hry

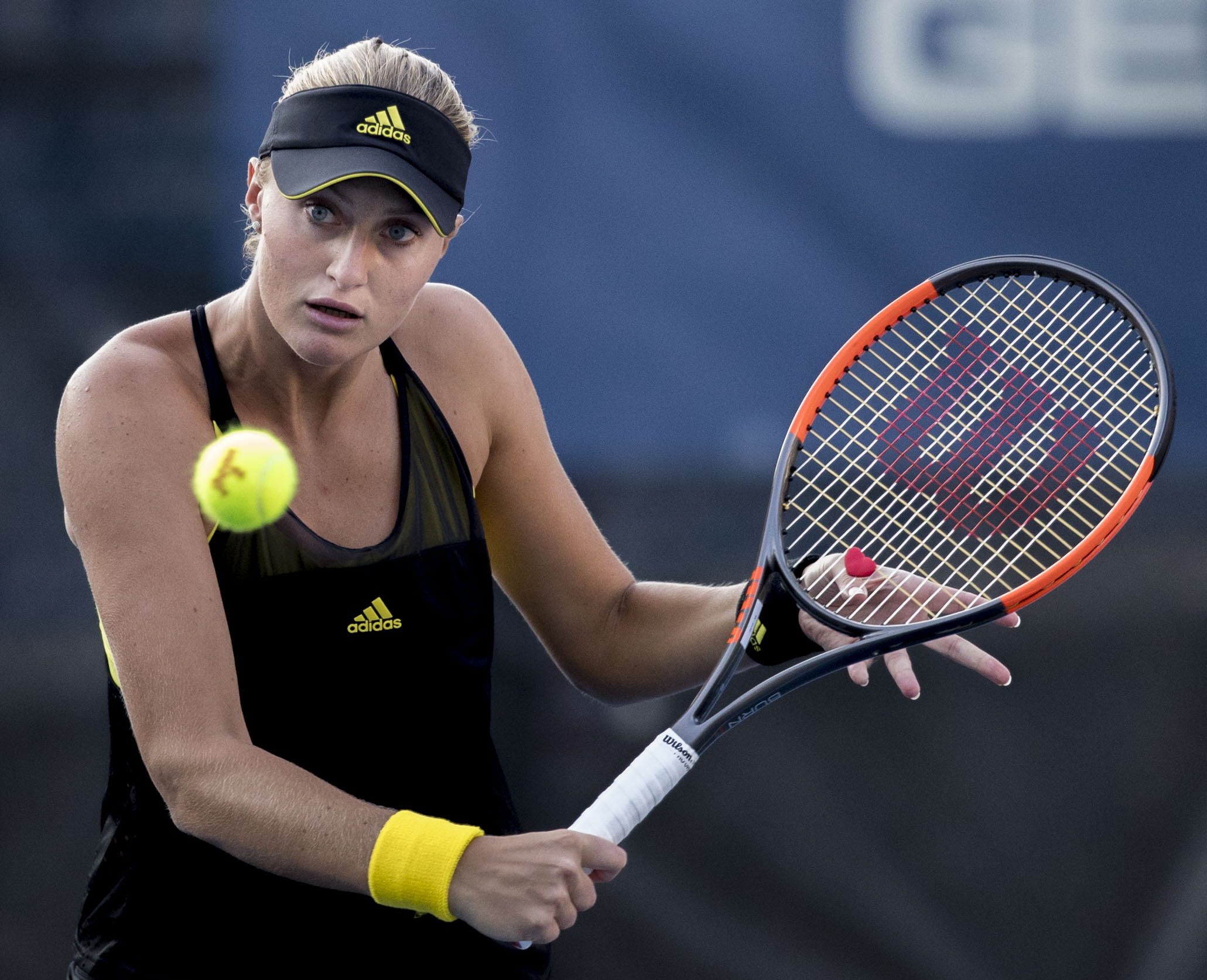
Bekhendový volej v tréninku na Citi Open 2017

Francii reprezentovala na londýnských Her XXX. olympiády, kde po boku Alizé Cornetové prohrály v úvodním kole ženské čtyřhry s čínskou dvojicí Čeng Ťie a Pcheng Šuaj ve třech setech. Do turnaje obdržely jednu z osmi divokých karet Mezinárodní tenisové federace.
Zúčastnila se také Letních olympijských her 2016 v Riu de Janeiru, kde v úvodním kole dvouhry zdolala Aleksandru Krunićovou. Ve druhé fázi však nestačila na americkou turnajovou sedmičku Madison Keysovou. Spolu s Caroline Garciaovou dohrály v ženské čtyřhře překvapivě již v úvodním kole na raketách japonského páru Misaki Doiová a Eri Hozumiová, když startovaly jako druhé nasazené. Francouzský svaz Fédération Française de tennis obě hráčky v závěru srpna 2016 vyřadil z fedcupového týmu za jejich nevhodnou reprezentaci na olympiádě. Důvodem se stalo jejich prudké ohrazení na adresu svazu, jenž podle nich mohl za informační chaos ve věci oblečení. Do zápasu se každá chystala nastoupit v jiném oděvu, což pravidla neumožňovala. Garciová si tak musela vypůjčit výstroj spoluhráčky a ze zamlčení této informace kritizovaly činovníky. Svaz dočasnou suspenzaci zrušil 24. září 2016 a obě tak mohly odehrát finále Fed Cupu 2016.
Na Letní olympiádě 2020 v Tokiu, o rok odložené kvůli koronavirové pandemii na léto 2021, zasáhla s Caroline Garciaovou do ženské čtyřhry. Skončily však opět v prvním kole na raketách nizozemských turnajových trojek Kiki Bertensové a Demi Schuursové po nezvládnutém rozhodujícím supertiebreaku. S Nicolasem Mahutem vytvořila nejvýše nasazený pár ve smíšené soutěži. Na úvod je vyřadili pozdější stříbrní medailisté Jelena Vesninová a Aslan Karacev.

### Hopman Cup
Za Francii nastoupila poprvé na Hopman Cupu 2011. V páru s Nicolasem Mahutem obsadili druhé – první nepostupové – místo v základní skupině B se dvěma výhrami i jednou porážkou. Ve dvouhrách podlehla Bethanii Mattekové-Sandsové a zdolala Lauru Robsonovou i Francescu Schiavoneovou.
Podruhé do Perthu zavítala jako 42. hráčka žebříčku v roce 2017 po boku Richarda Gasqueta. V singlu prohrála s Němkou Andreou Petkovicovou a porazila Britku Heather Watsonovou i Švýcarku Belindu Bencicovou, což znamenalo srovnání 1:1 na zápasy v rozhodujícím duelu proti Švýcarsku o postup do finále. Po vítězném mixu se jejich posledním soupeřem staly Spojené státy americké. Přestože dvouhru s Coco Vandewegheovou nezvládla, Gasquet triumfoval nad Jackem Sockem a závěrečnou smíšenou čtyřhru vyhráli. Francie tak vybojovala druhý titul na Hopmanově poháru.

## Juniorská kariéra

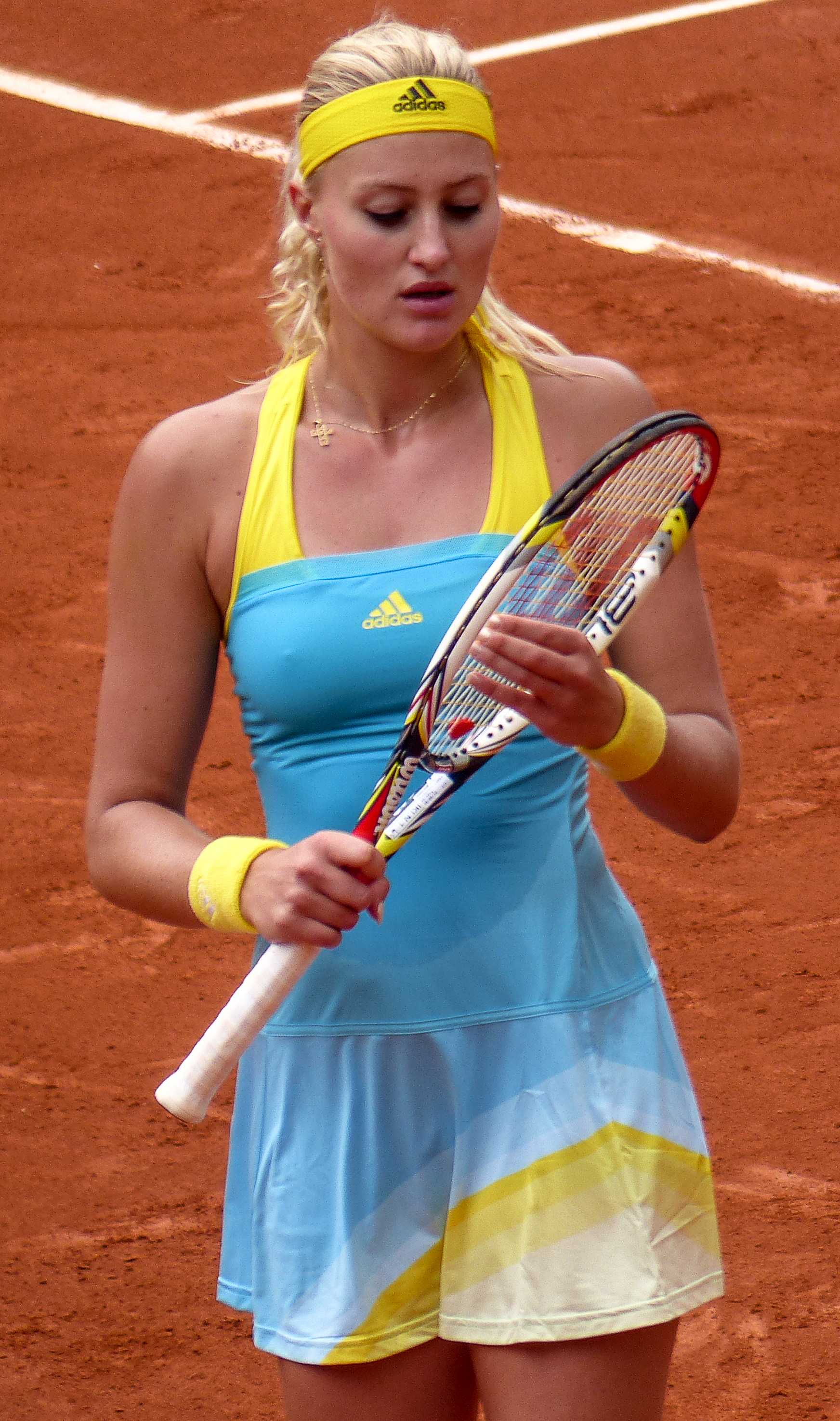
Během French Open 2013

První juniorský grandslam získala na French Open 2009, když porazila ve finále Darju Gavrilovovou. Druhý singlový titul mohla přidat ve finále Wimbledonu 2009, jenže nestačila na Noppavan Lertčívakarnovou. O první grandslamový titul z deblu si zahrála ve Wimbledonu téhož roku společně se Silvii Njirićovou. Ve finále ovšem podlehly páru Noppavan Lertčívakarnová a Sally Peersová.

## Profesionální kariéra

### 2013

#### Zimní sezóna na tvrdém povrchu
Sezónu zahájila na Australian Open 2013, kde v prvním kole porazila Timeu Babosovou, ale ve druhém už podlehla Sloaně Stephensové. Poté se představila na domácím turnaji v Paříži, kde postupně porazila Görgesovou, Wickmayerovou a ve čtvrtfinále dokonce i Kvitovou. V semifinále už poté nestačila na Monu Barthelovou. Zápas s Görgesovou si zopakovala v rámci Fed Cupu, tentokrát zvítězila Němka. Následně odletěla na americký kontinent, kde se nejprve představila na turnaji v Memphisu, kde v rámci singlu došla do čtvrtfinále, ve kterém prohrála s Lisickou a v rámci čtyřhry si došla pro čtvrtý titul, a to po boku Galiny Voskobojevové.
Poté se přesunula do Brazílie na první ročník turnaje ve Florianopolisu, kde si zahrála semifinále, ve kterém nestačila na Niculescuovou. V Indian Wells vypadla v úvodním kole a v Miami skončila ve druhém kole, když podlehla Dominice Cibulkové.

#### Antuková sezóna
Antukovou část sezóny zahájila v Charlestonu, kde vypadla v prvním kole dvouhry, když nestačila na Mallory Burdetteovou. Na turnaji se také představila ve čtyřhře po boku české tenistky Lucie Šafářové, se kterou se dostala do finále po výhře v osmifinále nad párem Petkovicová a Jankovićová, ve čtvrtfinále nad Kingová a Raymondová a v semifinále nad Bartyová a Rodionovová. V boji o titul poté porazily, první nasazené Hlaváčkovou a Huberovou.

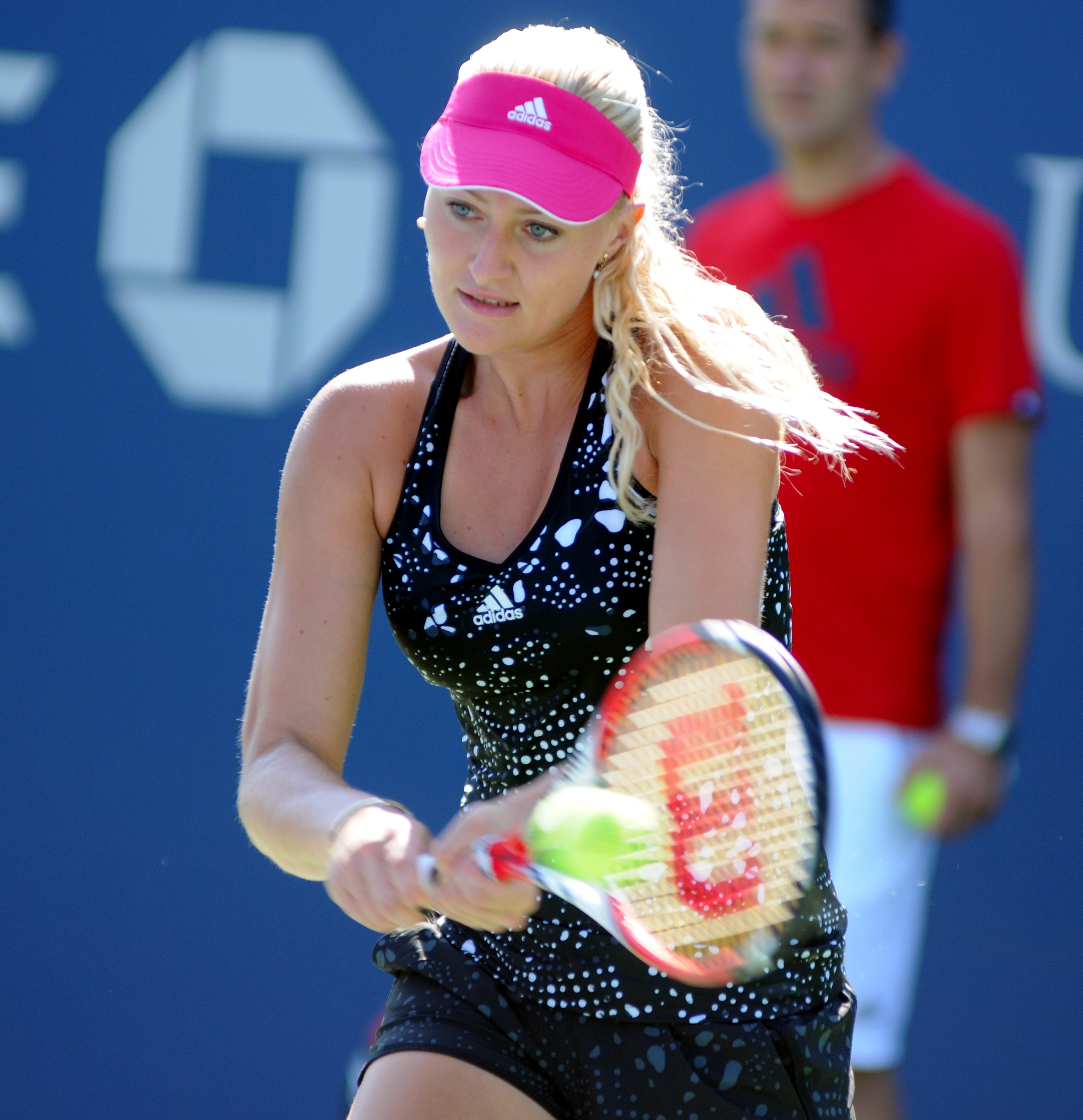
Na US Open 2014

 se jako sedmá nasazená dostala do čtvrtfinále, ve kterém podlehla Chanelle Scheepersové. V rámci čtyřhry došla s Chorvatkou Petrou Martićovou do finále, ve kterém podlehly třetímu nasazenému páru. Na turnaji v Oeiras vypadla v první kole, když podlehla Kaii Kanepiové. V rámci čtyřhry si ovšem došla s Čan Chao-čching pro šestý titul v kariéře.
Na turnaji v Madridu porazila v prvním kole Silvii Solerovou Espinosovou, ale ve druhém už nestačila na Marii Kirilenkovou. Společně s Galinou Voskobojevovou postoupily do semifinále čtyřhry, ve kterém podlehly Lucii Šafářové a Anastasii Pavljučenkovové. Turnaj v Římě pro ni skončil už v prvním kole, když podlehla Dominice Cibulkové. O kolo dál došla s Galinou Voskobojevovou ve čtyřhře, ve kterém byly vyřazeny světovými jedničkami.
Na grandslamovém turnaji French Open došla v rámci ženské dvouhry do druhého kola, když v kole prvním porazila Lauren Davisovou, aby následně prohrála se Samanthou Stosurovou. Společně s Galinou Voskobojevovou se probojovaly do čtvrtfinále ženské čtyřhry, ve kterém nestačily na pozdější vítězky Makarovovou a Vesninovou. Přesto si o grandslamový titul zahrála, a to po boku Daniela Nestora ve smíšené čtyřhře. Ve finále ale byl úspěšnější český pár Lucie Hradecká a František Čermák, který zvítězil až v supertiebreaku.

#### Travnatá sezóna

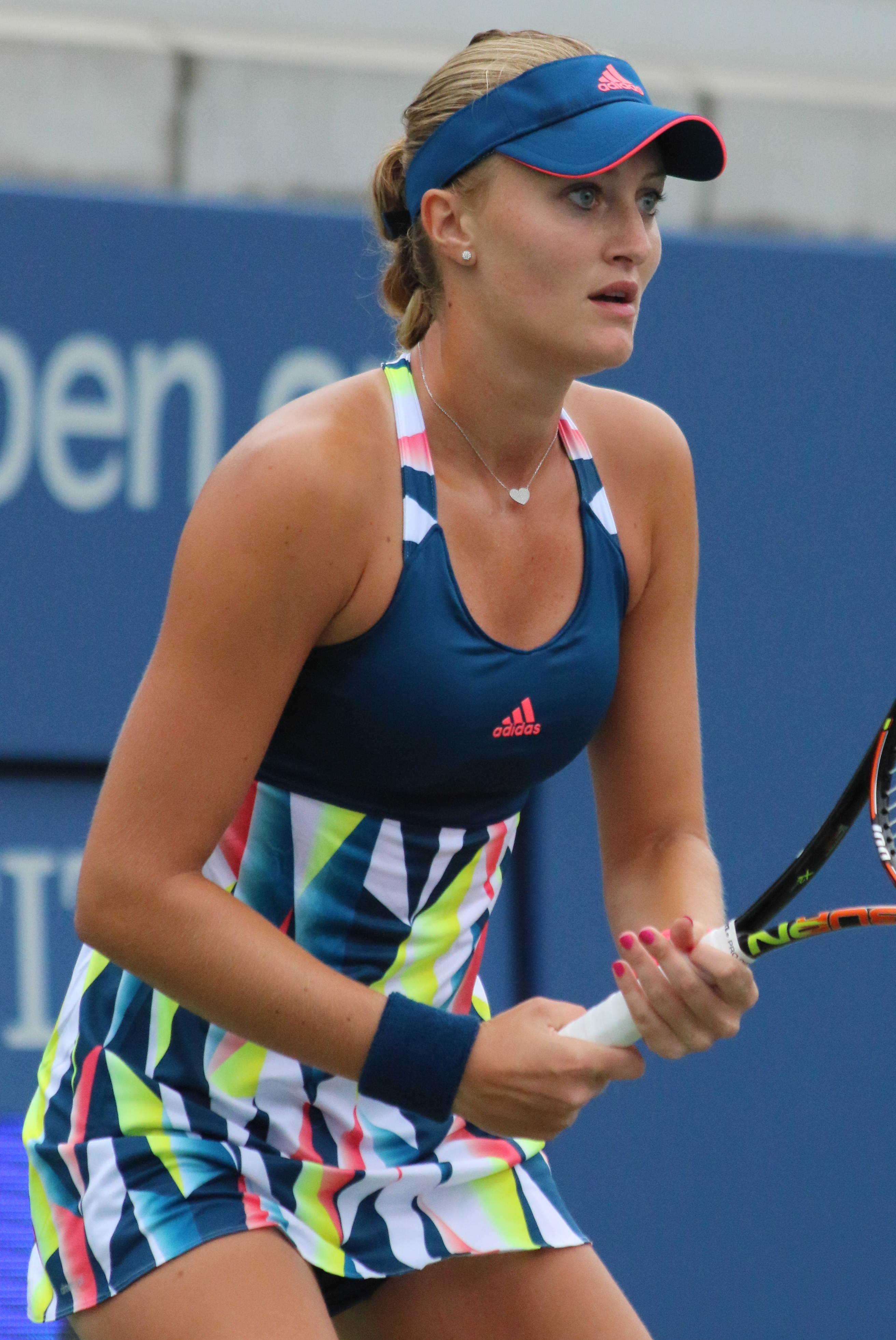
Během US Open 2016

Travnatou sezónu zahájila na turnaji v Birminghamu, kde došla do osmifinále, ve kterém ji vyřadila pozdější vítězka turnaje Daniela Hantuchová. Společně s Němkou Monou Barthelovou si zahrála semifinále ve čtyřhře, ve kterém prohrály s pozdějšími vítězkami turnaje. Druhým přípravným turnajem byl pro ni Topshelf Open, ve kterém vypadla již v prvním kole, když nestačila na Cvetanu Pironkovovou.
Ve Wimbledonu narazila v rámci ženské dvouhry v prvním kole na třetí nasazenou Marii Šarapovovou, které podlehla ve dvou sadách. Společně s Galinou Voskobojevovou vypadly ve druhém kole ženské čtyřhry, když podlehly páru Juraková a Tanasugarnová. Druhou šanci získat grandslamový titul měla opět po boku Daniela Nestora ve smíšené čtyřhře. Na cestě do finále porazili ve čtvrtfinále druhý nasazený pár Horia Tecău a Sania Mirzaová, a poté v semifinále třetí nasazený pár Nenad Zimonjić a Katarina Srebotniková. V souboji o titul porazili první nasazený pár Bruno Soares a Lisa Raymondová a Mladenovicová získala první grandslamový titul v kariéře.

#### Palermský deblový titul
Po travnatém Wimbledonu plnila roli třetí nasazené na antukovém turnaji v Palermu, kde vypadla ve druhém kole dvouhry s Cabezaovou Candelaovou. Společně s Polkou Katarzynou Piterovou si došly ve čtyřhře pro první společný titul v kariéře. Jednalo se o jejich už druhé finále, když to první si zahrály na turnaji E-Boks Danish Open 2011 v Kodani.

## Finále na Grand Slamu

### Ženská čtyřhra: 11 (6–5)
| Stav       | rok  | turnaj              | povrch | spoluhráčka        | soupeřky ve finále                      | výsledek                |
| ---------- | ---- | ------------------- | ------ | ------------------ | --------------------------------------- | ----------------------- |
| Finalistka | 2014 | Wimbledon           | tráva  | Tímea Babosová     | Sara Erraniová Roberta Vinciová         | 1–6, 3–6                |
| Vítězka    | 2016 | French Open         | antuka | Caroline Garciaová | Jekatěrina Makarovová Jelena Vesninová  | 6–3, 2–6, 6–4           |
| Finalistka | 2016 | US Open             | tvrdý  | Caroline Garciaová | Bethanie Mattek-Sandsová Lucie Šafářová | 6–2, 6–7(5–7), 4–6      |
| Vítězka    | 2018 | Australian Open     | tvrdý  | Tímea Babosová     | Jekatěrina Makarovová Jelena Vesninová  | 6–4, 6–3                |
| Finalistka | 2018 | US Open             | tvrdý  | Tímea Babosová     | Ashleigh Bartyová Coco Vandewegheová    | 6-3, 6-7(2-7), 6-7(6-8) |
| Finalistka | 2019 | Australian Open     | tvrdý  | Tímea Babosová     | Čang Šuaj Samantha Stosurová            | 3–6, 4–6                |
| Vítězka    | 2019 | French Open (2)     | antuka | Tímea Babosová     | Tuan Jing-jing Čeng Saj-saj             | 6–2, 6–3                |
| Vítězka    | 2020 | Australian Open (2) | tvrdý  | Tímea Babosová     | Barbora Strýcová Sie Šu-wej             | 6–2, 6–1                |
| Vítězka    | 2020 | French Open (3)     | antuka | Tímea Babosová     | Alexa Guarachiová Desirae Krawczyková   | 6–4, 7–5                |
| Vítězka    | 2022 | French Open (4)     | antuka | Caroline Garciaová | Coco Gauffová Jessica Pegulaová         | 2–6, 6–3, 6–2           |
| Finalistka | 2024 | US Open             | tvrdý  | Čang Šuaj          | Ljudmyla Kičenoková Jeļena Ostapenková  | 4–6, 3–6                |

### Smíšená čtyřhra: 5 (3–2)
| Stav       | rok  | turnaj          | povrch | spoluhráč     | soupeři ve finále               | výsledek         |
| ---------- | ---- | --------------- | ------ | ------------- | ------------------------------- | ---------------- |
| Finalistka | 2013 | French Open     | antuka | Daniel Nestor | František Čermák Lucie Hradecká | 6–1, 4–6, [8–10] |
| Vítězka    | 2013 | Wimbledon       | tráva  | Daniel Nestor | Bruno Soares Lisa Raymondová    | 5–7, 6–2, 8–6    |
| Vítězka    | 2014 | Australian Open | tvrdý  | Daniel Nestor | Sania Mirzaová Horia Tecău      | 6–3, 6–2         |
| Finalistka | 2015 | Australian Open | tvrdý  | Daniel Nestor | Martina Hingisová Leander Paes  | 4–6, 3–6         |
| Vítězka    | 2022 | Australian Open | tvrdý  | Ivan Dodig    | Jaimee Fourlisová Jason Kubler  | 6–3, 6–4         |

## Finále Turnaje mistryň

### Ženská čtyřhra: 2 (2–0)
| Stav    | rok  | dějiště       | povrch    | spoluhráčka    | soupeřky ve finále                    | výsledek |
| ------- | ---- | ------------- | --------- | -------------- | ------------------------------------- | -------- |
| Vítězka | 2018 | Singapur      | tvrdý (h) | Tímea Babosová | Barbora Krejčíková Kateřina Siniaková | 6–4, 7–5 |
| Vítězka | 2019 | Šen-čen, Čína | tvrdý (h) | Tímea Babosová | Barbora Strýcová Sie Šu-wej           | 6–1, 6–3 |

## Finále na okruhu WTA Tour
| Legenda                                                 |
| ------------------------------------------------------- |
| D – dvouhra; Č – čtyřhra                                |
| Grand Slam (6–5 Č)                                      |
| Turnaj mistryň (2–0 Č)                                  |
| Premier Mandatory & Premier 5 / WTA 1000 (0–1 D; 4–4 Č) |
| Premier / WTA 500 (1–2 D; 4–6 Č)                        |
| International / WTA 250 (0–4 D; 12–3 Č)                 |

### Dvouhra: 8 (1–7)
| Stav       | Č. | Datum           | Turnaj               | Povrch     | Soupeřka ve finále | Výsledek           |
| ---------- | -- | --------------- | -------------------- | ---------- | ------------------ | ------------------ |
| Finalistka | 1. | 23. května 2015 | Štrasburk, Francie   | antuka     | Samantha Stosurová | 6–3, 2–6, 3–6      |
| Finalistka | 2. | 12. června 2016 | Rosmalen, Nizozemsko | tráva      | Coco Vandewegheová | 5–7, 5–7           |
| Finalistka | 3. | 16. října 2016  | Hongkong, Čína       | tvrdý      | Caroline Wozniacká | 1–6, 7–6(7–4), 2–6 |
| Vítězka    | 1. | 5. února 2017   | Petrohrad, Rusko     | tvrdý      | Julia Putincevová  | 6–2, 6–7(3–7), 6–4 |
| Finalistka | 4. | 4. března 2017  | Acapulco, Mexiko     | tvrdý      | Lesja Curenková    | 1–6, 5–7           |
| Finalistka | 5. | 30. dubna 2017  | Stuttgart, Německo   | antuka (h) | Laura Siegemundová | 1–6, 6–2, 6–7(5–7) |
| Finalistka | 6. | 15. května 2017 | Madrid, Španělsko    | antuka     | Simona Halepová    | 5–7, 7–6(7–5), 2–6 |
| Finalistka | 7. | 4. února 2018   | Petrohrad, Rusko     | tvrdý (h)  | Petra Kvitová      | 1–6, 2–6           |

### Čtyřhra: 46 (28–18)
| Stav       | č.  | datum             | turnaj                                    | povrch     | spoluhráčka           | soupeřky ve finále                         | výsledek                   |
| ---------- | --- | ----------------- | ----------------------------------------- | ---------- | --------------------- | ------------------------------------------ | -------------------------- |
| Finalistka | 1.  | 12. června 2011   | Kodaň, Dánsko                             | tvrdý      | Katarzyna Piterová    | Johanna Larssonová Jasmin Wöhrová          | 3–6, 3–6                   |
| Vítězka    | 1.  | 13. srpna 2012    | Montreal, Kanada                          | tvrdý      | Jansová-Ignaciková    | Naděžda Petrovová Katarina Srebotniková    | 7–5, 2–6, [10–7]           |
| Vítězka    | 2.  | 16. září 2012     | Québec, Kanada                            | tvrdý      | Tatjana Maleková      | Alicja Rosolská Heather Watsonová          | 7–6(7–5), 6–7(6–8), [10–7] |
| Vítězka    | 3.  | 24. února 2013    | Memphis, Spojené státy                    | tvrdý      | Galina Voskobojevová  | Sofia Arvidssonová Johanna Larssonová      | 7–6(7–3), 6–3              |
| Vítězka    | 4.  | 7. dubna 2013     | Charleston, Spojené státy                 | antuka (z) | Lucie Šafářová        | Andrea Hlaváčková Liezel Huberová          | 6–3, 7–6(8–6)              |
| Finalistka | 2.  | 28. dubna 2013    | Marrákeš, Maroko                          | antuka     | Petra Martićová       | Mandy Minellaová Tímea Babosová            | 3–6, 1–6                   |
| Vítězka    | 5.  | 4. května 2013    | Oeiras, Portugalsko                       | antuka     | Čan Chao-čching       | Darija Juraková Katalin Marosiová          | 7–6(7–3), 6–2              |
| Vítězka    | 6.  | 13. července 2013 | Palermo, Itálie                           | antuka     | Katarzyna Piterová    | Karolína Plíšková Kristýna Plíšková        | 6–1, 5–7, [10–8]           |
| Vítězka    | 7.  | 13. října 2013    | Osaka, Japonsko                           | tvrdý      | Flavia Pennettaová    | Samantha Stosurová Čang Šuaj               | 6–4, 6–3                   |
| Finalistka | 3.  | 4. ledna 2014     | Brisbane, Austrálie                       | tvrdý      | Galina Voskobojevová  | Alla Kudrjavcevová Anastasia Rodionovová   | 3–6, 1–6                   |
| Finalistka | 4.  | 2. února 2014     | Paříž, Francie                            | hala       | Tímea Babosová        | Anna-Lena Grönefeldová Květa Peschkeová    | 7–6(9–7), 4–6, [5–10]      |
| Vítězka    | 8.  | 2. března 2014    | Acapulco, Mexiko                          | tvrdý      | Galina Voskobojevová  | Petra Cetkovská Iveta Melzerová            | 6–3, 2–6, [10–5]           |
| Finalistka | 5.  | 20. června 2014   | Rosmalen, Nizozemsko                      | tráva      | Michaëlla Krajiceková | Marina Erakovicová Arantxa Parra Santonja  | 6–0, 6–7(5–7), [8–10]      |
| Finalistka | 6.  | 6. července 2014  | Wimbledon, Londýn, Spojené království     | tráva      | Tímea Babosová        | Sara Erraniová Roberta Vinciová            | 1–6, 3–6                   |
| Finalistka | 7.  | 18. srpna 2014    | Cincinnati, Spojené státy                 | tvrdý      | Tímea Babosová        | Raquel Kops-Jonesová Abigail Spearsová     | 2–6, 0–2skreč              |
| Vítězka    | 9.  | 21. února 2015    | Dubaj, SAE                                | tvrdý      | Tímea Babosová        | Garbiñe Muguruzaová Carla Suárez Navarrová | 6–3, 6–2                   |
| Vítězka    | 10. | 1. května 2015    | Marrákeš, Maroko                          | antuka     | Tímea Babosová        | Laura Siegemundová Maryna Zanevska         | 6–1, 7–6(7–5)              |
| Vítězka    | 11. | 17. května 2015   | Řím, Itálie                               | antuka     | Tímea Babosová        | Martina Hingisová Sania Mirzaová           | 6–4, 6–3                   |
| Vítězka    | 12. | 8. srpna 2015     | Washington, D.C., Spojené státy           | tvrdý      | Belinda Bencicová     | Lara Arruabarrenová Andreja Klepačová      | 7–5, 7–6(9–7)              |
| Finalistka | 8.  | 15. ledna 2016    | Sydney, Austrálie                         | tvrdý      | Caroline Garciaová    | Martina Hingisová Sania Mirzaová           | 6–1, 5–7, [5–10]           |
| Finalistka | 9.  | 20. února 2016    | Dubaj, SAE                                | tvrdý      | Caroline Garciaová    | Čuang Ťia-žung Darija Juraková             | 4–6, 4–6                   |
| Vítězka    | 13. | 10. dubna 2016    | Charleston, Spojené státy (2)             | antuka (z) | Caroline Garciaová    | Bethanie Mattek-Sands Lucie Šafářová       | 6–2, 7–5                   |
| Vítězka    | 14. | 24. dubna 2016    | Stuttgart, Německo                        | antuka (h) | Caroline Garciaová    | Martina Hingisová Sania Mirzaová           | 2–6, 6–1, [10–6]           |
| Vítězka    | 15. | 7. května 2016    | Madrid, Španělsko                         | antuka     | Caroline Garciaová    | Martina Hingisová Sania Mirzaová           | 6–4, 6–4                   |
| Vítězka    | 16. | 5. června 2016    | French Open, Paříž, Francie               | antuka     | Caroline Garciaová    | Jekatěrina Makarovová Jelena Vesninová     | 6–3, 2–6, 6–4              |
| Finalistka | 10. | 11. září 2016     | US Open, New York, Spojené státy          | tvrdý      | Caroline Garciaová    | Bethanie Mattek-Sands Lucie Šafářová       | 6–2, 6–7(5–7), 4–6         |
| Finalistka | 11. | 9. října 2016     | Peking, Čína                              | tvrdý      | Caroline Garciaová    | Bethanie Mattek-Sands Lucie Šafářová       | 4–6, 4–6                   |
| Vítězka    | 17. | 26. ledna 2018    | Australian Open, Melbourne, Austrálie     | tvrdý      | Tímea Babosová        | Jekatěrina Makarovová Jelena Vesninová     | 6–4, 6–3                   |
| Finalistka | 12. | 11. května 2018   | Madrid, Španělsko                         | antuka     | Tímea Babosová        | Jekatěrina Makarovová Jelena Vesninová     | 6–2, 4–6, [8–10]           |
| Vítězka    | 18. | 24. června 2018   | Birmingham, Spojené království            | tráva      | Tímea Babosová        | Elise Mertensová Demi Schuursová           | 3–6, 6–3, [10–8]           |
| Finalistka | 13. | 9. září 2018      | US Open, New York, Spojené státy          | tvrdý      | Tímea Babosová        | Ashleigh Bartyová Coco Vandewegheová       | 6-3, 6-7(2-7), 6-7(6-8)    |
| Vítězka    | 19. | 28. října 2018    | Turnaj mistryň, Singapur                  | tvrdý (h)  | Tímea Babosová        | Barbora Krejčíková Kateřina Siniaková      | 6–4, 7–5                   |
| Finalistka | 14. | 25. ledna 2019    | Australian Open, Melbourne, Austrálie     | tvrdý      | Tímea Babosová        | Čang Šuaj Samantha Stosurová               | 3–6, 4–6                   |
| Vítězka    | 20. | 28. dubna 2019    | Istanbul, Turecko                         | antuka     | Tímea Babosová        | Alexa Guarachiová Sabrina Santamariová     | 6–1, 6–0                   |
| Vítězka    | 21. | 9. června 2019    | French Open, Paříž, Francie               | antuka     | Tímea Babosová        | Tuan Jing-jing Čeng Saj-saj                | 6–2, 6–3                   |
| Vítězka    | 22. | 3. listopadu 2019 | Turnaj mistryň, Šen-čen, Čína (2)         | tvrdý (h)  | Tímea Babosová        | Barbora Strýcová Sie Šu-wej                | 6–1, 6–3                   |
| Vítězka    | 23. | 31. ledna 2020    | Australian Open, Melbourne, Austrálie (2) | tvrdý      | Tímea Babosová        | Barbora Strýcová Sie Šu-wej                | 6–2, 6–1                   |
| Vítězka    | 24. | 11. října 2020    | French Open, Paříž, Francie (3)           | antuka     | Tímea Babosová        | Alexa Guarachiová Desirae Krawczyková      | 6–4, 7–5                   |
| Finalistka | 15. | 16. května 2021   | Řím, Itálie                               | antuka     | Markéta Vondroušová   | Sharon Fichmanová Giuliana Olmosová        | 6–4, 5–7, [5–10]           |
| Vítězka    | 25. | 5. června 2022    | French Open, Paříž, Francie (4)           | antuka     | Caroline Garciaová    | Coco Gauffová Jessica Pegulaová            | 2–6, 6–3, 6–2              |
| Vítězka    | 26. | 16. července 2022 | Lausanne, Švýcarsko                       | antuka     | Olga Danilovićová     | Ulrikke Eikeriová Tamara Zidanšeková       | bez boje                   |
| Vítězka    | 27. | 25. září 2022     | Soul, Jižní Korea                         | tvrdý      | Yanina Wickmayerová   | Asia Muhammadová Sabrina Santamariová      | 6–3, 6–2                   |
| Vítězka    | 28. | 9. října 2022     | Monastir, Tunisko                         | tvrdý      | Kateřina Siniaková    | Miju Katová Angela Kulikovová              | 6–2, 6–0                   |
| Finalistka | 16. | 12. ledna 2024    | Adelaide, Austrálie                       | tvrdý      | Caroline Garciaová    | Beatriz Haddad Maiová Taylor Townsendová   | 5–7, 3–6                   |
| Finalistka | 17. | 6. září 2024      | US Open, New York, Spojené státy          | tvrdý      | Čang Šuaj             | Ljudmyla Kičenoková Jeļena Ostapenková     | 4–6, 3–6                   |
| Finalistka | 18. | 8. února 2025     | Abú Zabí, Spojené arabské emiráty         | tvrdý      | Čang Šuaj             | Jeļena Ostapenková Ellen Perezová          | 2–6, 1–6                   |

## Finále série WTA 125
| Legenda                  |
| ------------------------ |
| D – dvouhra; Č – čtyřhra |
| WTA 125 (1–2 D; 2–1 Č)   |

### Dvouhra: 3 (1–2)
| Stav       | č. | datum             | turnaj               | povrch    | soupeřka ve finále | výsledek      |
| ---------- | -- | ----------------- | -------------------- | --------- | ------------------ | ------------- |
| Vítězka    | 1. | 4. listopadu 2012 | Tchaj-pej, Tchaj-wan | tvrdý (h) | Čang Kchaj-čen     | 6–4, 6–3      |
| Finalistka | 1. | 9. listopadu 2014 | Limoges, Francie     | tvrdý (h) | Tereza Smitková    | 6–7(4–7), 5–7 |
| Finalistka | 2. | prosinec 2021     | Soul, Jižní Korea    | tvrdý (h) | Ču Lin             | 0–6, 4–6      |

### Čtyřhra: 3 (2–1)
| Stav       | č. | datum             | turnaj               | povrch    | spoluhráčka           | soupeřky ve finále                 | výsledek         |
| ---------- | -- | ----------------- | -------------------- | --------- | --------------------- | ---------------------------------- | ---------------- |
| Vítězka    | 1. | 4. listopadu 2012 | Tchaj-pej, Tchaj-wan | tvrdý (h) | Čan Chao-čching       | Čang Kchaj-čen Olga Govorcovová    | 5–7, 6–2, [10–8] |
| Finalistka | 1. | 9. listopadu 2014 | Limoges, Francie     | tvrdý (h) | Tímea Babosová        | Kateřina Siniaková Renata Voráčová | 6–2, 2–6, [5–10] |
| Vítězka    | 2. | 14. květen 2022   | Paříž, Francie       | antuka    | Beatriz Haddad Maiová | Oxana Kalašnikovová Miju Katová    | 5–7, 6–4, [10–4] |

## Finále soutěží družstev: 3 (2–1)
| Výsledek   | č. | datum a místo konání                                                       | spoluhráči                                                             | soupeři                                                                                   | skóre        | zdroj  |
| ---------- | -- | -------------------------------------------------------------------------- | ---------------------------------------------------------------------- | ----------------------------------------------------------------------------------------- | ------------ | ------ |
| Finalistka | 1. | Fed Cup 2016 12.–13. listopadu 2016 Štrasburk, Francie tvrdý, Rhénus Sport | Caroline Garciaová Alizé Cornetová Pauline Parmentierová               | Česko                                                                                     | 2–3 (detail) | [ 26 ] |
| Finalistka | 1. | Fed Cup 2016 12.–13. listopadu 2016 Štrasburk, Francie tvrdý, Rhénus Sport | Caroline Garciaová Alizé Cornetová Pauline Parmentierová               | Karolína Plíšková Petra Kvitová Barbora Strýcová Lucie Hradecká                           | 2–3 (detail) | [ 26 ] |
| Vítězka    | 1. | Hopman Cup 2017 7. ledna 2017 Perth, Austrálie tvrdý, Perth Arena          | Richard Gasquet                                                        | Spojené státy                                                                             | 2–1          | [ 24 ] |
| Vítězka    | 1. | Hopman Cup 2017 7. ledna 2017 Perth, Austrálie tvrdý, Perth Arena          | Richard Gasquet                                                        | Coco Vandewegheová Jack Sock                                                              | 2–1          | [ 24 ] |
| Vítězka    | 2. | Fed Cup 2019 9.–10. listopadu 2019 Perth, Austrálie tvrdý, RAC Arena       | Caroline Garciaová Alizé Cornetová Fiona Ferrová Pauline Parmentierová | Austrálie                                                                                 | 3–2          | [ 20 ] |
| Vítězka    | 2. | Fed Cup 2019 9.–10. listopadu 2019 Perth, Austrálie tvrdý, RAC Arena       | Caroline Garciaová Alizé Cornetová Fiona Ferrová Pauline Parmentierová | Ashleigh Bartyová Ajla Tomljanovićová Samantha Stosurová Astra Sharmaová Priscilla Honová | 3–2          | [ 20 ] |

## Finále na okruhu ITF
| Dotace turnajů okruhu ITF | Dotace turnajů okruhu ITF |
| ------------------------- | ------------------------- |
| 100 000 $ tournaments     | 80 000 $ tournaments      |
| 75 000 $ tournaments      | 60 000 $ tournaments      |
| 50 000 $ tournaments      | 25 000 $ tournaments      |
| 15 000 $ tournaments      | 10 000 $ tournaments      |

### Dvouhra: 6 (4–2)
| Stav       | č. | datum             | turnaj                         | povrch | soupeřka ve finále       | výsledek      |
| ---------- | -- | ----------------- | ------------------------------ | ------ | ------------------------ | ------------- |
| Finalistka | 1. | 11. dubna 2009    | Foggia, Itálie                 | antuka | Anna Korzeniaková        | 3–6, 1–6      |
| Vítězka    | 1. | 5. února 2011     | Sutton, Velká Británie         | hala   | Mona Barthelová          | 6–3, 1–6, 6–2 |
| Vítězka    | 2. | 13. února 2011    | Stockholm, Švédsko             | hala   | Arantxa Rusová           | 6–3, 6–4      |
| Vítězka    | 3. | 19. června 2011   | Padova, Itálie                 | antuka | Karin Knappová           | 3–6, 6–4, 6–0 |
| Finalistka | 1. | 3. prosince 2009  | Dubaj, Spojené arabské emiráty | tvrdý  | Noppavan Lertčívakarnová | 5–7, 4–6      |
| Vítězka    | 4. | 24. prosince 2011 | Ankara, Turecko                | hala   | Valeria Savinychová      | 7–5, 5–7, 6–1 |

### Čtyřhra: 9 (7–2)
| Stav       | č. | datum              | turnaj                  | povrch  | spoluhráčka            | soupeřky ve finále                     | výsledek         |
| ---------- | -- | ------------------ | ----------------------- | ------- | ---------------------- | -------------------------------------- | ---------------- |
| Vítězka    | 1. | 10. dubna 2009     | Foggia, Itálie          | antuka  | Marlot Meddensová      | Anastasia Grymalská Lara Meccicová     | 7–6(3), 6–0      |
| Finalistka | 1. | 2. května 2010     | Cagnes-sur-Mer, Francie | antuka  | S. Cohenová-Alorová    | M. Jugićová-Salkićová Darija Juraková  | 6–0, 2–6, [5–10] |
| Finalistka | 2. | 2. října 2010      | Helsinky, Finsko        | hala    | Julia Bejgelzimerová   | Richèl Hogenkampová Kiki Bertensová    | 3–6, 5–7         |
| Vítězka    | 2. | 15. dubna 2011     | Casablanca, Maroko      | antuka  | Sandra Klemenschitsová | Magda Linetteová Katarzyna Piterová    | 6–3, 3–6, [10–8] |
| Vítězka    | 3. | 19. června 2011    | Padova, Itálie          | antuka  | Katarzyna Piterová     | Iryna Burjačoková Réka Luca Janiová    | 6–4, 6–3         |
| Vítězka    | 4. | 23. října 2011     | Glasgow, Velká Británie | hala    | Emma Laineová          | Yvonne Meusburgerová Stephanie Vogtová | 6–2, 6–4         |
| Vítězka    | 5. | 6. listopadu 2011  | Nantes, Francie         | tvrdý   | S. Foretzová Gaconová  | Julie Coinová Eva Hrdinová             | 6–0, 6–4         |
| Vítězka    | 6. | 13. listopadu 2011 | Opole, Polsko           | koberec | Naomi Broadyová        | Paula Kaniová Magda Linetteová         | 7–6(5), 6–4      |
| Vítězka    | 7. | 20. listopadu 2011 | Bratislava, Slovensko   | tvrdý   | Naomi Broadyová        | Karolína Plíšková Kristýna Plíšková    | 5–7, 6–4, [10–2] |

## Finále na juniorském Grand Slamu

### Dvouhra: 2 (1–1)
| Stav       | rok  | turnaj      | povrch | soupeřka ve finále       | výsledek      |
| ---------- | ---- | ----------- | ------ | ------------------------ | ------------- |
| Vítězka    | 2009 | French Open | antuka | Darja Gavrilovová        | 6–3, 6–2      |
| Finalistka | 2009 | Wimbledon   | tráva  | Noppavan Lertčívakarnová | 6–3, 3–6, 1–6 |

### Čtyřhra: 1 (0–1)
| Stav       | rok  | turnaj    | povrch | spoluhráčka      | soupeřky ve finále                      | výsledek |
| ---------- | ---- | --------- | ------ | ---------------- | --------------------------------------- | -------- |
| Finalistka | 2009 | Wimbledon | tráva  | Silvia Njirićová | Sally Peersová Noppavan Lertčívakarnová | 1–6, 1–6 |

## Postavení na konečném žebříčku WTA

### Dvouhra
| Rok    | 2008  | 2009   | 2010   | 2011   | 2012  | 2013  | 2014  | 2015  | 2016  | 2017  | 2018  | 2019  | 2020  | 2021  | 2022   | 2023   | 2024   |
| Pořadí | 1005. | ▲ 202. | ▼ 354. | ▲ 183. | ▲ 76. | ▲ 56. | ▼ 81. | ▲ 29. | ▼ 42. | ▲ 11. | ▼ 44. | ▲ 40. | ▼ 49. | ▼ 92. | ▼ 112. | ▼ 249. | ▲ 199. |

### Čtyřhra
| Rok    | 2008 | 2009 | 2010   | 2011   | 2012  | 2013  | 2014  | 2015 | 2016 | 2017  | 2018 | 2019 | 2020 | 2021  | 2022  | 2023  | 2024  |
| Pořadí | -    | 530. | ▲ 270. | ▲ 100. | ▲ 28. | ▲ 19. | ▲ 17. | ▲ 9. | ▲ 2. | ▼ 26. | ▲ 3. | ▲ 2. | ▼ 3. | ▼ 24. | ▲ 18. | ▼ 70. | ▲ 26. |